# Valle di Campoloro
Valle di Campoloro (in francese Valle-di-Campoloro, in corso E Valle di Campoloru) è un comune francese di 333 abitanti situato nel dipartimento dell'Alta Corsica nella regione della Corsica.

## Società

### Evoluzione demografica
Abitanti censiti